# هضبة الوديان
هضبة الوديان هي هضبة تقع في شمال شرق السعودية وغرب العراق، تحاذي هضبة الحماد من جهة الشرق، كما تعتبر امتداداً لها، ويتراوح ارتفاعها ما بين 500 - 750 م. سميت الهضبة بالوديان كونها تُخترق من قبل مجاري عدة أودية والتي تنحدر روافدها العليا من هضبة الحماد وتصب في العراق، منها أودية عرعر، وحامر، والأبيض، والمراء، وتبل.

## الوديان في العراق
منطقة الوديان هي أوسع مناطق البادية العراقية بغرب الفرات بين صحراء الحجارة شرقاً وصحراء الحماد غرباً، حدودها من وادي الخر شرقاً إلى الحدود السورية العراقية غرباً، تكثر فيها الأودية وتشابه طبيتعها صحراء الحجرة وتنزل فيها عشائر عنزة العراقية وكانت ترتاد مراعيها ربيعاً عشائرُ الدليم العراقية وعنزة السورية وعشائر نجد وقسم من عشائر شمر، وفي الجانب العراقي من منطقة الوديان شبكة أودية، منها وادي المحمدي ووادي حوران الذي ينحدر من السفوح الشرقية لجبل عنزة حتى يصب في الفرات، وعند التقاء الوديان بالسهل الرسوبي تنشأ عيون ماء معظمها كبريتية مثل العيون القريبة من هيت وكبيسة وشنانة والرحالية، ومنطقة الوديان جوانبها واضحة وقريبة من المياه الجوفية فصارت مسالك للمسافرين عبر الصحراء بين المناطق العراقية المأهولة شرقاً وجزيرة العرب غرباً.